# Marble
Pour les articles homonymes, voir Marble (homonymie).
Marble (prononciation /maʁ.bœl/, c’est-à-dire marbœul) est un logiciel libre proposant un globe virtuel développé par KDE et la communauté du libre dans le cadre du projet éducatif Kdeedu.

## Présentation
Il fonctionne sur des ordinateurs personnels utilisant un système d’exploitation compatible avec Qt 4 (Linux, Mac, Windows). Marble est conçu pour être très flexible et ainsi être utilisé par d’autres applications de KDE. Il est prévu pour être en mesure de fonctionner sans accélération matérielle, de se lancer relativement rapidement et de ne contenir qu’une faible quantité d'informations (5 à 10 Mo) qui peuvent être utilisées hors ligne. Marble peut également utiliser les fichiers KML. Il offre également la possibilité d’utiliser les données de cartes disponibles sur l’internet telles qu’OpenStreetMap. Il offre des fonctionnalités de routage similaires à celles des GPS.
Marble offre également un widget de globe virtuel pour le bureau KDE.